# Gaładuś
Gaładuś (lit. Galadusys) je vrpčasto jezero koje se nalazi u regiji Suwałki, gdje je drugo najveće jezero po površini. Jezero se nalazi na sjeveroistoku Poljske i jugu Litve. Jezero se nalazi u gmini Sejny, Podlasko vojvodstvo u Poljskoj, te u regiji Lazdijai u Litvi. Jezero ima visoke i nepošumljene obale. Jezero i njegov sliv nalaze se u slivu Njemana, u slivu rijeke Biała Hańcza (Baltoji Ančia).

## Vanjske poveznice
|  | Zajednički poslužitelj ima još gradiva o temi Gaładuś |